# مهندس ميكانيكي كهربائي
مهندس إلكتروميكانيك أو مهندس كهروميكانيك (بالإنجليزية: Electromechanical engineer)‏ هو تخصص نادر. مهندس إلكتروميكانيكي، هو مسؤول عن تصميم وإنتاج وتحليل أي جهاز أو أداة تنطوي على الكهرباء وإلكترونيات الطاقة والميكانيكا. لذا فإن المهندس الكهروميكانيكي هو شخص متخصص في تصميم وصيانة الأنظمة الميكانيكية وكذلك الأنظمة الكهربائية. و هو تخصص نادر.

## المهارات

### المهارات الخاصّة
- مهارات الـ STEM, وهي مهارات العلوم، والتكنولوجيا, والهندسة، والرياضيات.[1]
- مهارات التحليل والمنطق.
- إعداد التقارير اللازمة والدورية.
- الانتباه إلى ادق التفاصيل.

## التعليم
في تونس، يتم تدريب المهندسين في الإلكتروميكانيك في معاهد متعددة وهي جزء من وزارة التعليم العالي والبحث العلمي.
يتم تدريب المهندسين من قبل العديد من المعاهد الموزعة في عدة محافظات مختلفة حيث يحصلون على تدريب متنوع ومتكامل لذلك المكتسب في الدورة التحضيرية، ( 3 سنوات بعد الدورة التحضيرية أو بعد الإجازة )بما في ذلك:
- المدرسة العليا الخاصة للهندسة والتكنولوجيا - ESPRIT
- المدرسة الوطنية للمهندسين بصفاقس
- الجامعة الخاصة للعلوم المتقدمة بصفاقس - IPSAS
- الجامعة المركزية الخاصة بتونس
- المدرسة المتعددة التكنولوجية بمنطقه سوسة

في كيبك ، تقدم جامعتان فقط البكالوريا في الهندسة الكهروميكانيكية: جامعة كيبيك في أبيتيبي-تيميكامينغو (UQAT) وجامعة كيبيك في ريموسكي (UQAR).

## أجور
نظرًا لأن الهندسة الكهروميكانيكية تخصص نادر، فلا توجد في الواقع أي بيانات حول راتبه. ومع ذلك، من الممكن تقديره من خلال تقييم الراتب الذي حصل عليه مهندسو الاختصاصين اللذين يأتي منهما، الهندسة الميكانيكية والهندسة الكهربائية. في كندا ، وفقًا لمسح التعويض الهندسي، يكسب مهندس ميكانيكي متوسط راتب سنوي قدره 101,606 دولارًا، ومهندس كهرباء، 103,345 دولارًا. لذلك يمكننا تقدير أن مهندس كهروميكانيكي يكسب حوالي 102000 دولار، وهو مبلغ قريب جدًا من المتوسط لمهندسي كيبيك، وهو 101726 دولارًا.

## مهنة مهندس إلكتروميكانيك
يعمل مهندس كهروميكانيكي بشكل رئيسي في المجالات الصناعية. أهمها قطاع التعدين، وقطاع تحويل المعادن والبلاستيك، وشركات إنتاج الطاقة، وقطاع السيارات والطرق، والهندسة الاستشارية، وبيئة التصنيع والطيران والاتصالات وتكنولوجيا المعلومات أو الاتصالات والمجال الطبي، والعديد من القطاعات الأخرى .